# Lafayette Avenue (Fulton Street Line)
Lafayette Avenue is een station van de metro van New York aan de Fulton Street Line in Brooklyn. Het station is geopend in 1936. De lijnen  maken gebruik van dit station.
 ·  ·  ·  ·  ·  ·  ·  ·  · 